# Lyssavirus
Lyssavirus (от греческого λύσσα lyssa «ярость, гнев, бешенство» и латинское vīrus) — род РНК-содержащих вирусов семейства Rhabdoviridae, порядка Mononegavirales. Млекопитающие, включая человека, могут служить естественными хозяевами. Род Lyssavirus включает вирус бешенства, традиционно связанный с одноименной болезнью.

## Таксономия
| Род        | филогруппа | Разновидность                               | Вирус (аббревиатура)                            |
| Lyssavirus | I          | Араванский лиссавирус                       | Вирус Араван (ARAV)                             |
| Lyssavirus | I          | Австралийский лиссавирус летучих мышей      | Австралийский лиссавирус летучих мышей (ABLV)   |
| Lyssavirus | I          | Лиссавирус летучих мышей Бокело             | Лиссавирус летучих мышей Бокело (BBLV)          |
| Lyssavirus | I          | Лиссавирус Дювенхажа                        | Вирус Дювенгажа (DUVV)                          |
| Lyssavirus | I          | Европейский лиссавирус летучих мышей 1      | Европейский лиссавирус летучих мышей 1 (EBLV-1) |
| Lyssavirus | I          | Европейский лиссавирус летучих мышей 2      | Европейский лиссавирус летучих мышей 2 (EBLV-2) |
| Lyssavirus | I          | Лиссавирус летучих мышей Ганнорува          | Лиссавирус летучих мышей Ганнорува (GBLV)       |
| Lyssavirus | I          | Иркутский лиссавирус                        | Вирус Иркут (IRKV)                              |
| Lyssavirus | I          | Худжандский лиссавирус                      | Худжандский вирус (ХУВ)                         |
| Lyssavirus | I          | Лиссавирус мадагаскарских летучих мышей     | Лиссавирус мадагаскарских летучих мышей (MABV)  |
| Lyssavirus | I          | Лиссавирус бешенства                        | Вирус бешенства (RABV)                          |
| Lyssavirus | II         | Лагосский лиссавирус летучих мышей          | Вирус лагосских летучих мышей (LBV)             |
| Lyssavirus | II         | Лиссавирус Мокола                           | Вирус Мокола (MOKV)                             |
| Lyssavirus | II         | Лиссавирус летучих мышей Шимони             | Вирус летучих мышей Шимони (SHIBV)              |
| Lyssavirus | III        | Лиссавирус западно-кавказских летучих мышей | Вирус западно-кавказских летучих мышей (WCBV)   |
| Lyssavirus | IV         | Икома лиссавирус                            | Икома лиссавирус (IKOV)                         |
| Lyssavirus | IV         | Лиссавирус летучих мышей Лериды             | Лиссавирус летучих мышей Ллеида (LLEBV)         |

## Вирусология

### Структура
Лиcсавирионы имеют оболочку с геометрией в форме пули. Эти вирионы составляют около 75 нм в ширину и 180 нм длиной. Род лиссавирусов можно разделить на четыре филогруппы на основе гомологии последовательностей ДНК.
Филогруппа I включает вирусы, такие как вирус бешенства, вирус Дювенхажа, лиссавирус европейских летучих мышей типов 1 и 2, лиссавирус австралийских летучих мышей, вирус Худжанд, лиссавирус летучих мышей Бокело, вирус Иркут и вирус Араван.
Филогруппа II содержит вирус летучих мышей Лагос, вирус Мокола и вирус летучих мышей Шимони.
Лиссавирус западно-кавказских летучих мышей — единственный вирус, относящийся к филогруппе III.
Лиссавирусы Икома и лиссавирусы летучих мышей Ллеида являются примерами филогруппы IV.
Западно-кавказский лиссавирус летучих мышей был отнесен к отдельной филогруппе, потому что это наиболее дивергентный из обнаруженных лиссавирусов.
| Род        | Структура  | Симметрия | Капсид     | Геномное расположение | Геномная сегментация |
| ---------- | ---------- | --------- | ---------- | --------------------- | -------------------- |
| Lyssavirus | Пулевидный |           | в оболочке | Линейное              | Моночастица          |

### Эволюция
Фиогенетические исследования предполагают, что первоначальными хозяевами этих вирусов были летучие мыши Большее антигенное разнообразие лиссавирусов из Африки привело к предположению, что Африка была источником этих вирусов. Исследование 153 вирусов, собранных в период с 1956 по 2015 год в различных географических точках, вместо этого предположило палеарктическое происхождение (вероятность 85 %) этих вирусов. Оценки даты (вероятность 95 %) для самого последнего общего предка были очень широкими — от 3995 до 166 820 лет до настоящего времени — что предполагает дальнейшую работу в этой области. Хотя летучие мыши эволюционировали в Палеарктике, их происхождение предшествовало лиассавирусам на миллионы лет, что свидетельствует против их совместного видообразования. Скорость эволюции гена N в линии Africa 2 оценивается в 3,75×10−3 замен на сайт в год. Эта скорость аналогична скорости других РНК-вирусов.

## Жизненный цикл
Репликация вируса цитоплазматическая. Проникновение в клетку-хозяин достигается за счет прикрепления вирусных G-гликопротеинов к рецепторам хозяина, что опосредует клатрин-опосредованный эндоцитоз. Репликация следует модели репликации вируса с отрицательной цепью РНК. Транскрипция вируса с отрицательной нитью РНК с использованием полимеразного заикания представляет собой метод транскрипции. Вирус выходит из клетки-хозяина путем почкования и перемещения вируса по канальцам. Дикие млекопитающие, особенно летучие мыши и некоторые хищники, служат естественными хозяевами. Пути передачи, как правило, через укушенные раны.

## Эпидемиология
Классический вирус бешенства распространен в большинстве стран мира и может переноситься любым теплокровным млекопитающим. Другие лиссавирусы имеют гораздо меньшее разнообразие носителей. Только избранные хозяева могут нести каждый из этих вирусных видов. Кроме того, эти другие виды характерны только для определённой географической области. Известно, что летучие мыши являются переносчиками всех идентифицированных лиссавирусов, кроме вируса Мокола.

## Использованная литература
1. ↑  Таксономия вирусов (англ.) на сайте Международного комитета по таксономии вирусов (ICTV).
2. 1 2 3  Viral Zone. ExPASy. Дата обращения: 15 июня 2015. Архивировано 29 апреля 2017 года.
3. ↑  ICTV. Virus Taxonomy: 2014 Release. Дата обращения: 15 июня 2015. Архивировано 10 июля 2015 года.
4. ↑  Taxonomy of the order Mononegavirales: update 2016. Archives of Virology. 161 (8): 2351–2360. August 2016. doi:10.1007/s00705-016-2880-1. PMID 27216929. {{cite journal}}: Недопустимый |display-authors=6 (справка)
5. ↑  Genus: Lyssavirus. International Committee on Taxonomy of Viruses (ICTV). Дата обращения: 18 декабря 2018. Архивировано из оригинала 8 августа 2019 года.
6. ↑  Phylogenetic relationships of Irkut and West Caucasian bat viruses within the Lyssavirus genus and suggested quantitative criteria based on the N gene sequence for lyssavirus genotype definition. Virus Research. 111 (1): 28–43. July 2005. doi:10.1016/j.virusres.2005.03.008. PMID 15896400. Архивировано 29 августа 2022. Дата обращения: 29 августа 2022.
7. ↑  Characterisation of an Australian bat lyssavirus variant isolated from an insectivorous bat. Virus Research. 89 (1): 1–28. October 2002. doi:10.1016/s0168-1702(02)00056-4. PMID 12367747.
8. ↑  Bats and lyssaviruses. Advances in Virus Research. 79: 239–289. 2011. doi:10.1016/B978-0-12-387040-7.00012-3. ISBN 978-0-12-387040-7. PMID 21601050.
9. ↑  The Global Phylogeography of Lyssaviruses - Challenging the 'Out of Africa' Hypothesis. PLOS Neglected Tropical Diseases. 10 (12): e0005266. December 2016. doi:10.1371/journal.pntd.0005266. PMID 28036390.{{cite journal}}:  Википедия:Обслуживание CS1 (не помеченный открытым DOI) (ссылка)
10. ↑  A molecular phylogeny for bats illuminates biogeography and the fossil record. Science. 307 (5709): 580–584. January 2005. Bibcode:2005Sci...307..580T. doi:10.1126/science.1105113. PMID 15681385.
11. ↑  Codon usage bias in the N gene of rabies virus. Infection, Genetics and Evolution. 54: 458–465. October 2017. doi:10.1016/j.meegid.2017.08.012. PMID 28818621. {{cite journal}}: Недопустимый |display-authors=6 (справка)
12. ↑  WHO Rabnet/CDC Map Production. Rabies, countries or areas at risk. World Health Organization (2008). Архивировано из оригинала 9 октября 2010 года.

## Дальнейшее чтение
- Botvinkin AD, Poleschuk EM, Kuzmin IV, Borisova TI, Gazaryan SV, Yager P, Rupprecht CE (December 2003). Novel lyssaviruses isolated from bats in Russia. Emerging Infectious Diseases. 9 (12): 1623–1625. doi:10.3201/eid0912.030374. PMC 3034350. PMID 14720408.
- Arai YT, Kuzmin IV, Kameoka Y, Botvinkin AD (March 2003). New lyssavirus genotype from the Lesser Mouse-eared Bat (Myotis blythi), Kyrghyzstan. Emerging Infectious Diseases. 9 (3): 333–337. doi:10.3201/eid0903.020252. PMC 2958534. PMID 12643828.
- World Health Organization. WHO Expert Consultation on Rabies. — Geneva, Switzerland : World Health Organization, 2005. — ISBN 978-92-4-120931-1.